# Joan Rull i Queraltó
Joan Rull i Queraltó   (Vilabella, 14 de novembre de 1881 - Barcelona, 8 d'agost de 1908) fou un terrorista i confident català, també conegut com el coix de Sants, executat al garrot vil.

## Biografia
Pertanyia a una família humil procedent de Vilabella, on el seu pare, secretari de l'ajuntament, havia estat apartat per corrupció.
Va freqüentar el Centre Obrer d'Estudis Socials, i col·laborar amb grups anarquistes entre 1901 i 1905, raó per la qual el setembre de 1904 fou detingut i empresonat un any i mig sota l'acusació d'haver col·locat una bomba als serveis públics de les Rambles. Un cop fora de la presó, va treballar en una fàbrica del comte de Güell, qui el va presentar al governador civil i el va convèncer per tal que actués com a confident de la policia.
Entre desembre de 1906 i gener de 1907 va fer esclatar fins a quatre bombes als voltants de la Rambla de les Flors, per aconseguir ser "contractat" per vetllar perquè no esclatessin més bombes. Ja com a "confident" oficial, entre febrer i juny, cada vegada que no li pagaven el que volia extorquia al governador civil amb noves bombes. Durant mig any va tenir vivint a casa seva l'anarquista belga Gustave Maurice Bernardon, qui li ensenyà a fabricar les anomenades bombes d'inversió. En posà una a la Boqueria que provocà la mort d'una dona i diversos ferits greus amb amputacions, una altra a l'orfenat de Sant Josep, al carrer de Ferran, i al barri del Coll. La situació fou tal que tant l'Ajuntament de Barcelona com la Diputació van crear una policia especial només per a aquest cas, i n'encarregaren l'organització a l'inspector en cap de Scotland Yard, Charles John Arrow. Finalment, a principis de juliol de 1907 fou detingut amb la seva mare, el seu pare, el seu germà Hermenegild i un carlí anomenat Perelló.
El 8 d'agost de 1908 fou executat al garrot vil a la Presó Model de Barcelona pel botxí Nicomedes Méndez López, acusat de terrorisme, encara que el judici deixà molts aspectes no aclarits. La seva mare i el seu germà foren indultats poc després. Fou el primer reu executat a la Presó Model. Sempre va proclamar la seva innocència.
El cas Rull serví d'excusa perquè el govern d'Antoni Maura elaborés un projecte de llei contra el terrorisme i perquè des del 1908 un Reial Decret obligava a les finques a tenir un porter per a vigilar l'escala.